# 北京地铁DK9型电动客车
北京地铁DK9型电动客车是北京地铁的电动客车车款之一，现在已经退出运营。

## 简介
DK9型于1983年由长春轨道客车生产，是长客第二款斩波调压地铁客车:55。共4辆，为4节编组营运。每节车厢共3对车门，为内藏门，列车两端拥有紧急出口。全部属于太平湖车辆段，在后期主要在2号线与DK6型混编运营，编号为T1191、T1192、T1195、T1196。

## 编组
|          | DK9              |                  |
| 車廂編號 | 1                | 2                |
| 集電靴   | 有               | 有               |
| 形式區分 | T1191 T1195 (Mc) | T1192 T1196 (Mc) |
| 动力单元 | 单元1            | 单元1            |
| 其他設備 |                  |                  |
| 安裝機器 |                  |                  |
| 車輛重量 | 38.0t            | 38.0t            |
| 載客量   | 180人            | 180人            |